# Andreas Kottisch

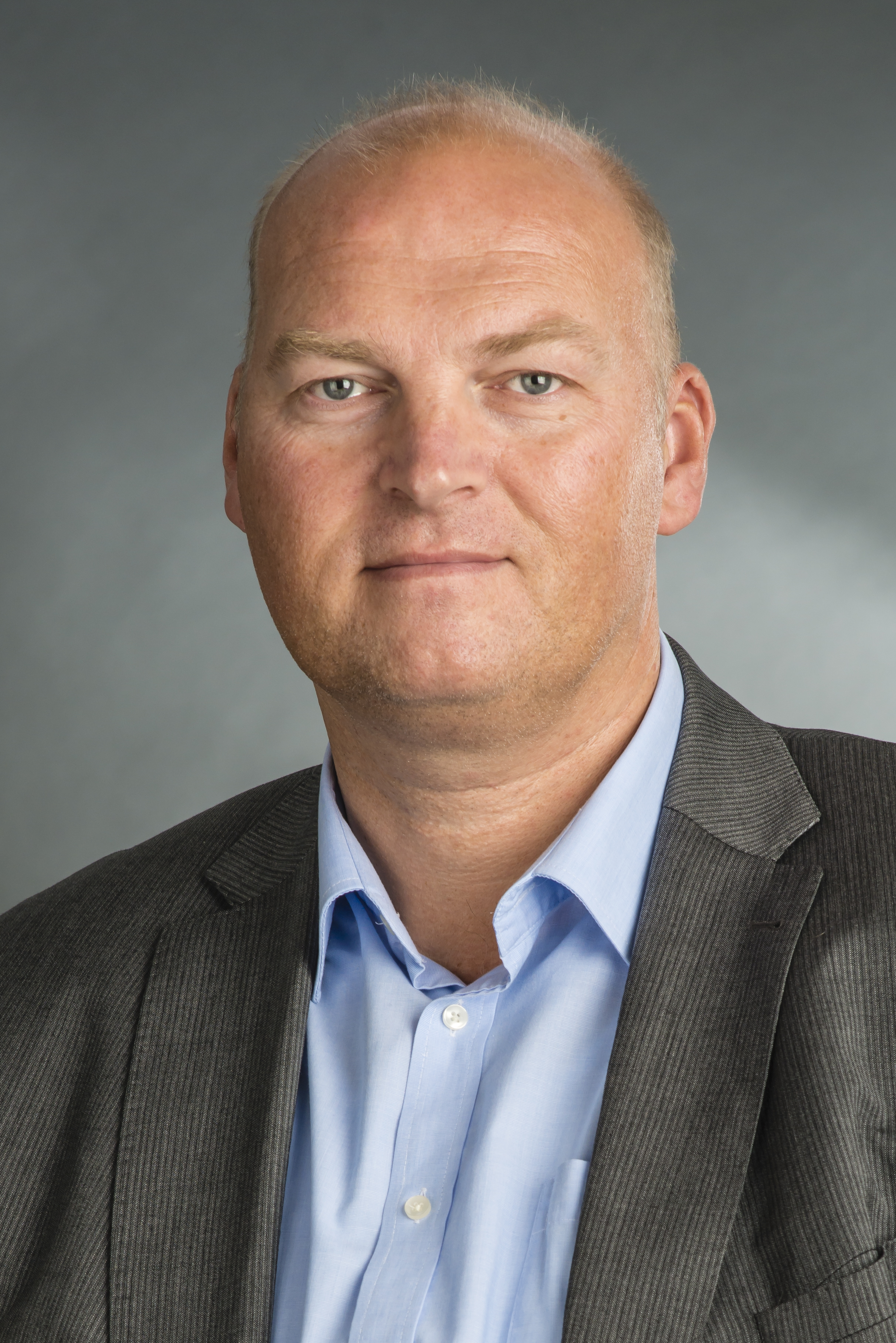
Andreas Kottisch, 2015

Andreas Kottisch (* 14. Oktober 1966 in Bremen) ist ein deutscher Unternehmer und Politiker (SPD) und war Abgeordneter der Bremischen Bürgerschaft.

## Biografie

### Familie, Ausbildung und Beruf
Nach dem Abitur an der Schule SZ an der Langen Reihe in Bremen absolvierte Kottisch in den Jahren 1985 bis 1988 eine Aus- und Fortbildung zum Handelsassistenten in Hamburg. Es folgte von 1988 bis 1989 ein Studium der Sozialwissenschaften an der Universität Oldenburg und 1988 bis 1992 ein Studium der Wirtschaftswissenschaften an der Universität Oldenburg, der Tulane University in New Orleans (Louisiana) und der Universität Bremen. Seit 1993 ist Kottisch selbstständiger Kaufmann im Bereich der Informationstechnologie.
Kottisch ist verheiratet und hat vier Kinder.

### Politik
Von 1999 bis 2019 war er Abgeordneter der Bürgerschaft. Bei den Bürgerschaftswahlen 2011 und 2015 wurde er jeweils über Personenwahl in die Bürgerschaft gewählt.

Kottisch war u. a. im Ausschuss für Angelegenheiten der Häfen im Lande Bremen vertreten und stellvertretender Sprecher der staatlichen und städtischen Deputation für Wirtschaft, Arbeit und Häfen.

Er war wirtschaftspolitischer Sprecher der SPD-Fraktion.

### Weitere Mitgliedschaften
- Kottisch ist Vizepräses und Mitglied im Plenum der Handelskammer.
- Er ist Mitglied des im Ausschuss für Informationstechnologie, Design und Medien der Handelskammer Bremen.
- Er ist Vorsitzender der Weserbrücke e.V.
- Er ist Mitglied im Vorstand vom ASB Bremen.
- Er ist Mitglied im Vorstand der Unifreunde e.V.
- Er ist Gesellschafter und Geschäftsführer der aiPhilos GmbH, der Multi-Buyer GmbH, der idea 2 business GmbH, Aktionär und Vorstand der ePhilos AG.
- Er ist Gesellschafter der bremen briteline GmbH und weiterer Unternehmen.
- Er ist Gründungsmitglied der Freundeskreises der Deutschen Kammerphilharmonie e.V.
- Er ist Gründungsmitglied und war Vorsitzender des Vereins Bremen Digitalmedia.
- Er ist Gründungsmitglied und war Vorstand der Alumni der Universität Bremen e.V.
- Er war Mitglied in diversen Aufsichtsräten.
- Er war Sprecher der Wirtschaftsjunioren der Handelskammer Bremen
- Er war Vorstandsmitglied der Arbeitsgemeinschaft Selbständiger Unternehmer (ASU)
- Er war Gesellschafter und Geschäftsführer der BBN Bremen Business Net GmbH sowie der BCI Business Communications International GmbH.
- Er war Schatzmeister des Bürgerhauses Oslebshausen.
- Er war Mitglied des Vorstands des Wirtschaftsforums Bremen/Nordwest